# التطهير الكبير
التطهير الكبير أو التطهير العظيم أو عملية التطهير الكبرى ((بالروسية: Большой террор/Boĺšoj terror)‏) سلسلة من حملات القمع والاضطهاد السياسي في الاتحاد السوفيتي دبرها ونفذها جوزيف ستالين في الفترة من أغسطس 1936إلى مارس 1938. شملت عملية تطهير واسعة النطاق لمسؤولي الحزب الشيوعي والحكومة، وقمع الفلاحين، وقيادة الجيش الأحمر، واضطهاد الأشخاص الغير منتسبين، وهناك إجماع للمؤرخين بأن اغتيال سيرجي كيروف كانت نقطة الشرارة التي اتخذ ستالين من خلالها الإجراءات وبدأ عمليات التطهير.
وصلت إجراءات ستالين لتعزيز قبضته على السلطة إلى ذروتها بحلول عام 1936، اتسمت تلك الفترة بمراقبة بوليسية واسعة النطاق، وكان السجن والتعذيب والاستجواب العنيف والإعدام التعسفي وسيلة لتعزيز السيطرة على المدنيين من خلال الخوف. في عام 1938، عكس ستالين موقفه من عمليات التطهير وأعلن أنه تم القضاء على الأعداء الداخليين. انتقد ستالين المفوضية الشعبية للشؤون الداخلية (NKVD) لتنفيذها عمليات إعدام جماعية، ثم أعدم غينريخ ياغودا ونيكولاي يزوف، اللذين ترأسا المفوضية الشعبية خلال سنوات التطهير. يقدر العلماء عدد القتلى في عملية التطهير الكبرى بنحو 700,000 شخص، ووقعت عمليات تطهير مماثلة في منغوليا وسنجان.
على الرغم من انتهاء حملة التطهير الكبرى، إلا أن أجواء عدم الثقة والمراقبة واسعة النطاق استمرت لعقود من الزمن. في العالم الغربي، نشر مصطلح التطهير العظيم، في إشارة إلى عهد الإرهاب في الثورة الفرنسية، والذي شاع على يد المؤرخ روبرت كونكويست في كتابه الصادر عام 1968 بعنوان "الإرهاب العظيم".

## مقدمة
استخدم زعيم الاتحاد السوفيتي آنذاك، جوزيف ستالين، مصطلح القمع رسميًا لوصف محاكمة الأشخاص الذين يعتبرون مناهضين للثورات وأعداء للشعب. يناقش المؤرخون أسباب التطهير مثل جنون الارتياب الذي كان يعاني منه ستالين، أو رغبته في إبعاد المعارضين من الحزب الشيوعي أو تعزيز سلطته. بدأ التطهير في الجيش الأحمر، وسرعان ما تكيفت التقنيات التي تم تطويرها هناك مع عمليات التطهير في قطاعات أخرى. كان اهتمام الرأي العام يصب في أغلبه على تطهير أجزاء معينة من قيادات الحزب الشيوعي، فضلًا عن تطهير البيروقراطيين الحكوميين وقادة القوات المسلحة، الذين كان أغلبهم أعضاء في الحزب. أثرت الحملات أيضًا على عدة فئات أخرى من المجتمع: كالنخبة المثقفة والفلاحين- وخصوصًا أولئك الذين يقرضون المال أو الأغنياء (الكولاك)- والمهنيين.
أثرت سلسلة من عمليات المفوضية الشعبية للشؤون الداخلية على عدد من الأقليات القومية، واتهمتها بأنها مجتمعات «طابور خامس». فُسرت العديد من عمليات التطهير بشكل رسمي على أنها قضاء على احتمالات تخريب وتجسس المنظمة العسكرية البولندية، وبالتالي، فإن العديد من ضحايا التطهير كانوا مواطنين سوفيت عاديين من أصل بولندي.
وفقًا لخطاب نيكيتا خروتشوف في عام 1956، حول «عبادة الشخصية وتبعاتها» ووفقًا للمؤرخ روبرت كونكيست، فإن عددًا كبيرًا من الاتهامات، لاسيما تلك التي قدمت في محاكمات موسكو الصورية، كان مبنيًا على اعترافات تمت بالإكراه، وتم الحصول عليها غالبًا من خلال التعذيب، ومن التأويلات الفضفاضة للمادة 58 من قانون العقوبات في روسيا الاتحادية الاشتراكية السوفيتية، التي تناولت جرائم مناهضة الثورات. استبدلت الإجراءات القانونية، كما هي معرفة في القانون السوفيتي الساري في ذلك الوقت، غالبًا بشكل كبير بإجراءات موجزة من قبل لجنة المفوضية الشعبية للشؤون الداخلية.
اتهم مئات الآلاف من الضحايا بجرائم سياسية متنوعة (التجسس، والتحطيم، والتخريب، والتحريض ضد السوفيت، والمؤامرات للتحضير للانتفاضات والانقلابات). سرعان ما تم إعدامهم بالرصاص أو أرسلوا إلى معسكرات العمل في جولاج. مات العديدون في معسكرات العمل الجزائية من الجوع، والمرض، والتعري والإرهاق. تم استخدام طرق أخرى لإعدام الضحايا على أساس تجريبي. تم في موسكو توثيق استخدام شاحنات الغاز لقتل الضحايا خلال تنقلهم إلى ميدان الرماية في بوتوفو.
بدأ التطهير الكبير تحت قيادة رئيس المفوضية الشعبية للشؤون الداخلية جنريخ ياغودا، لكنه بلغ ذروته بين سبتمبر 1936 وأغسطس 1938 تحت قيادة نيكولاي يجوف، ومن هنا جاء اسم يجوفتشاينا. شنت الحملات وفقًا للخط العام للحزب، وغالبًا من خلال أوامر مباشرة من المكتب السياسي برئاسة ستالين.

## خلفية
بدأ مسؤولو الشرطة والحزب منذ عام 1930 فصاعدًا يخشون «الفوضى الاجتماعية» الناجمة عن الاضطرابات الناتجة عن التنظيم الجماعي القسري للفلاحين والمجاعة التي وقعت بين عامي 1932-1933، فضلًا عن الهجرة الجماعية وغير المنضبطة لملايين الفلاحين إلى المدن. وقد أدى التهديد الحربي إلى تفاقم نظرة ستالين للناس المشتبه فيهم سياسيًا والمهمشين كمصدر محتمل لانتفاضة في حالة حدوث غزو. بدأ التخطيط للقضاء الوقائي على هؤلاء المجندين المحتملين «كطابور خامس خيالي من هادمي المباني والإرهابيين والجواسيس».
كان مصطلح «تطهير» في العامية السياسية السوفيتية هو اختصار لمصطلح تطهير صفوف الحزب. على سبيل المثال، طرد الحزب في عام 1933 نحو 400 ألف شخص. لكن منذ عام 1936 حتى عام 1953، تغير معنى المصطلح لأن معنى الطرد من الحزب تغير ليصبح معناه التقريبي هو الاعتقال والسجن وغالبًا الإعدام.
كان التطهير السياسي في البداية محاولة من ستالين للقضاء على التحدي من مجموعات المعارضة المحتملة والماضية، بما في ذلك جناحيها الأيسر والأيمن بقيادة ليون تروتسكي ونيكولاي بوخارين، على الترتيب. بعد الحرب الأهلية وإعادة بناء الاقتصاد السوفيتي في أواخر عشرينيات القرن العشرين، لم يعد البلاشفة القدماء يعتقدون أنه هناك ضرورة لديكتاتورية الحرب المؤقتة، والتي انتقلت من لينين إلى ستالين. معارضو ستالين داخل الحزب وبخوه ووصفوه بأنه غير ديمقراطي ومتساهل في التعامل مع الفساد البيروقراطي.
لعل هذه المعارضة للقيادة حينها جمعت دعمًا كبيرًا بين الطبقة العاملة من خلال مهاجمة الامتيازات والرفاهية التي منحتها الدولة للنخبة ذات الأجور المرتفعة فيها. بدا أن قضية ريوتين قد بررت شكوك ستالين. كان ريوتين يعمل مع كتلة المعارضة السرية التي شارك فيها تروتسكي وغريغوري زينوفيف، والتي أدت لاحقًا إلى موت كليهما. فرض ستالين حظرًا على فصائل الحزب الشيوعي وحظر أفراد الحزب الذين عارضوه، مما أدى فعليًا إلى إنهاء المركزية الديمقراطية.
كان المكتب السياسي، ستالين على وجه الخصوص، في التنظيم الجديد للحزب هم الموزعون الوحيدون لأيديولوجية الحزب. تطلب ذلك القضاء على جميع الماركسيين ذوي الآراء المختلفة، خاصة أولئك الذين يعتبرون من «المدافعين القدامى» المرموقين من الثوريين. أطلقت الحكومة (من خلال المفوضية الشعبية للشؤون الداخلية) النار على أبطال البلاشفة عند بدء التطهير ومن ضمنهم ميخائيل توخاتشيفسكي وبيلا كون، إصافة إلى غالبية المكتب السياسي للينين، بسبب الاختلافات السياسية. هاجمت المفوضية الشعبية للشؤون الداخلية مؤيدي وأصدقاء وعائلة أولئك الماركسيين «الهرطقيين»، سواء كانوا يعيشون في روسيا أم لا. كانت المفوضية على وشك أن تبيد عائلة تروتسكي قبل أن تقتله في مكسيكو؛ كان عميل المفوضية رامون ميركادير جزءًا من فرقة عمل اغتيالات شكلها العميل الخاص بافيل سودوبلاتوف، بموجب أوامر شخصية من ستالين.
في عام 1943، استخدم ستالين مقتل سيرخي كيروف ذريعةً لبدء التطهير الكبير، والذي قتل فيه نحو مليون شخص. توصل بعض المؤرخين لاحقًا إلى أن ستالين رتب عملية القتل، أو كان هناك أدلة كافية للوصول إلى هكذا استنتاج. كان كيروف من أشد الموالين لستالين، لكن ستالين كان يراه ربما منافسًا محتملًا بسبب شعبيته الناشئة بين المعتدلين. انتخب مؤتمر الحزب في عام 1934 كيروف في اللجنة المركزية بثلاثة أصوات ضده فقط، أقل من أي مرشح، وحصل ستالين على 292 صوت ضده. بعد اغتيال كيروف، اتهمت المفوضية الشعبية للشؤون الداخلية المجموعة المتزايدة باستمرار من المعارضين بقتل كيروف إضافة إلى قائمة متزايدة من الجرائم الأخرى، بما في ذلك الخيانة والإرهاب والتخريب والتجسس.
كان أحد التبريرات الأخرى للتطهير هو القضاء على أي احتمال لنشوء «طابور خامس» في حال حدوث حرب. حافظ فياتشيسلاف ميخائيلوفيتش مولوتوف لازار كاغانوفيتش، المشاركون في القمع كأعضاء في المكتب السياسي، على هذا التبرير طوال عملية التطهير؛ ووقع كل منهم على العديد من قوائم الموت. اعتقد ستالين أن الحرب كانت وشيكة، وكان التهديد من كل من ألمانيا المعادية بشكل صريح واليابان التوسعية. صورت الصحافة السوفيتية أن البلاد مهددة من الداخل من قبل جواسيس فاشيين.
منذ ثورة أكتوبر فصاعدًا، استخدم لينين القمع ضد أعداء البلاشفة كوسيلة منهجية لغرس الخوف وتسهيل السيطرة الاجتماعية، وخاصة الحملة المعروفة باسم الإرهاب الأحمر. استمرت هذه السياسة وتكثفت في ظل حكم ستالين، مع فترات من القمع المتصاعد ومن ضمنه ترحيل الكولاك الذين كانوا معارضين للتنظيم الجماعي، والمجاعة الشديدة في أوكرانيا. كتب ليف كوبوليف، «بدأ عام 1937 في أوكرانيا في عام 1933» في إشارة إلى البداية المبكرة للحملة السوفيتية في أوكرانيا. كانت السمة المميزة لعملية التطهير هي أنه وللمرة الأولى كان هناك أعضاء من الحزب الحاكم على نطاق واسع بين ضحايا القمع. نظرًا لحجم الإرهاب، كان الضحايا الأساسيون للتطهير هم أعضاء في الحزب الشيوعي وموظفو المناصب. ترافق تطهير الحزب مع تطهير المجتمع بأسره.
تستخدم الأحداث التالية لترسيم حدود الفترة:
- 1936، أول محاكمة في موسكو.
- 1937، طرح لجنة المفوضية الشعبية للشؤون الداخلية تنفيذ «العدالة الثورية».
- 1937، إقرار المادة 58-14 المتعلقة «بالتخريب المناهض للثورة».

## معرض صور

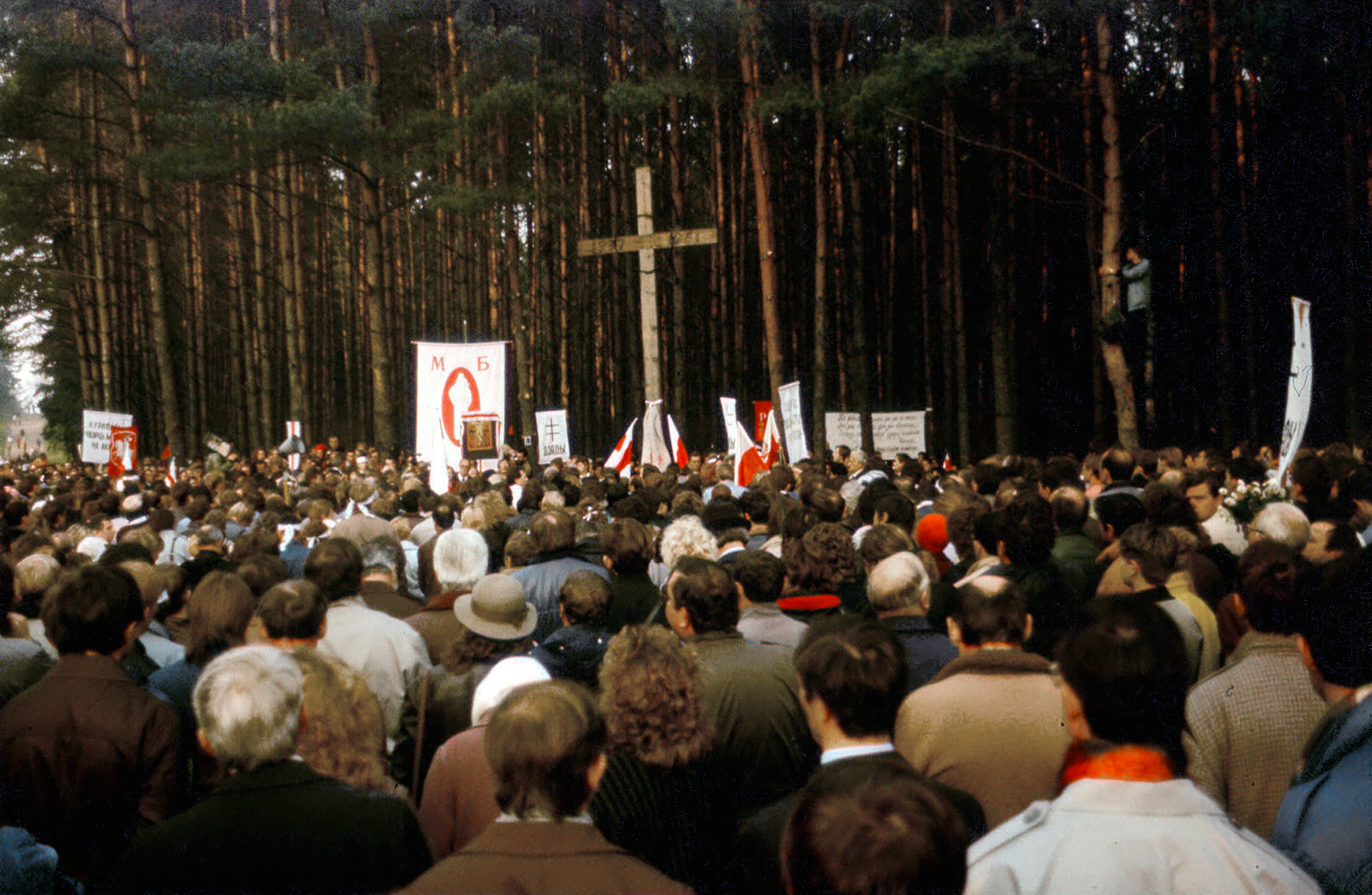
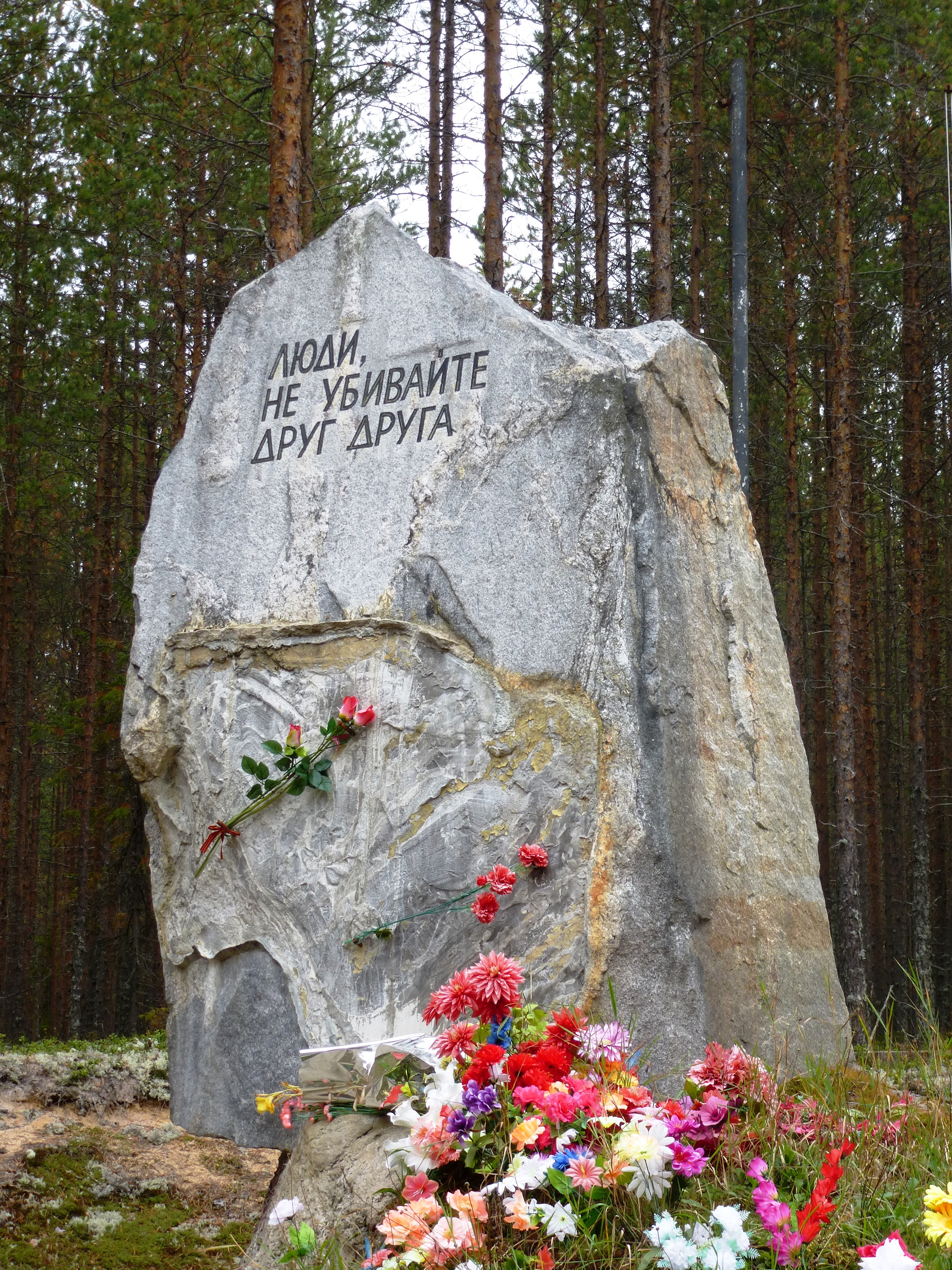
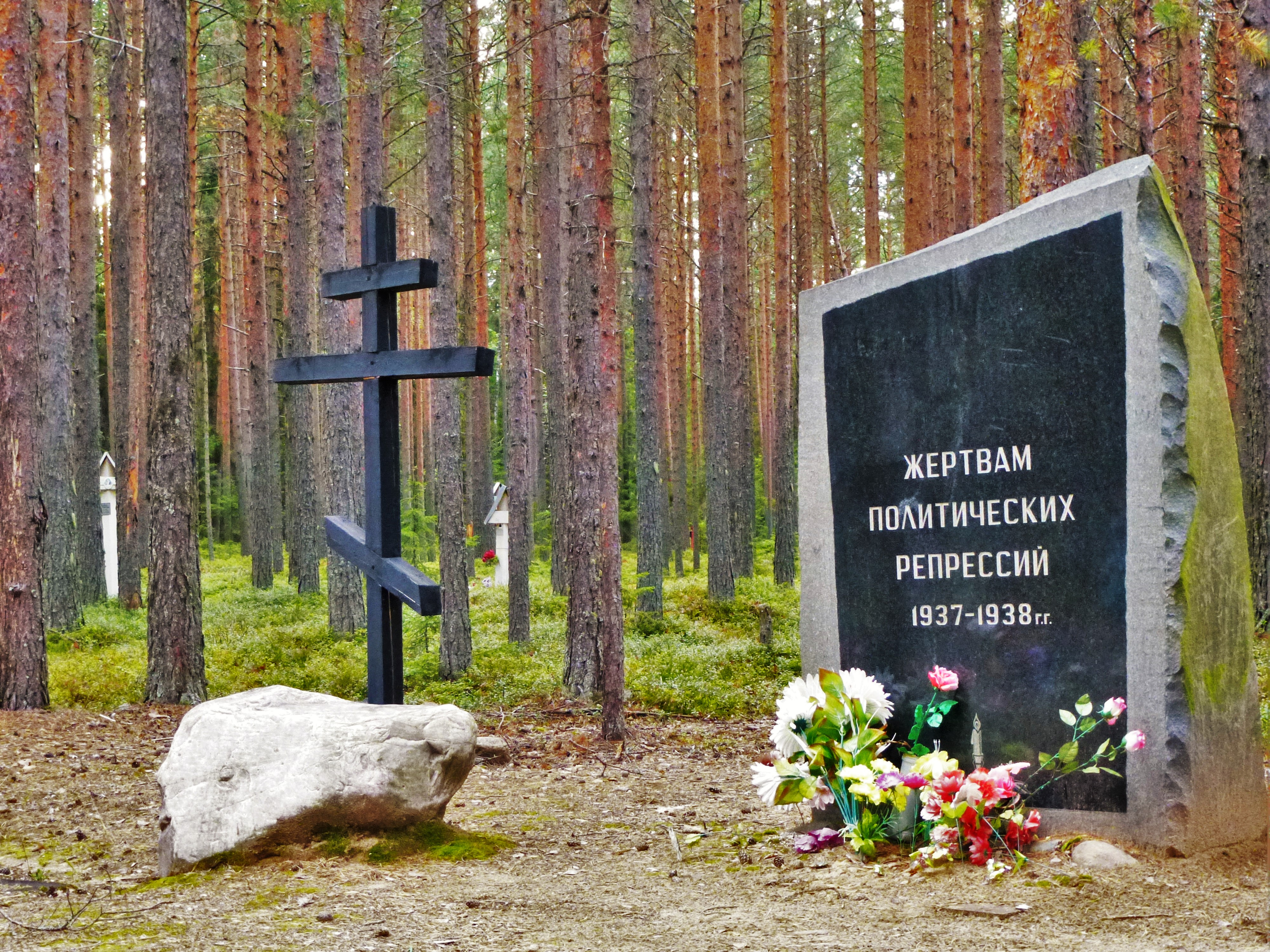
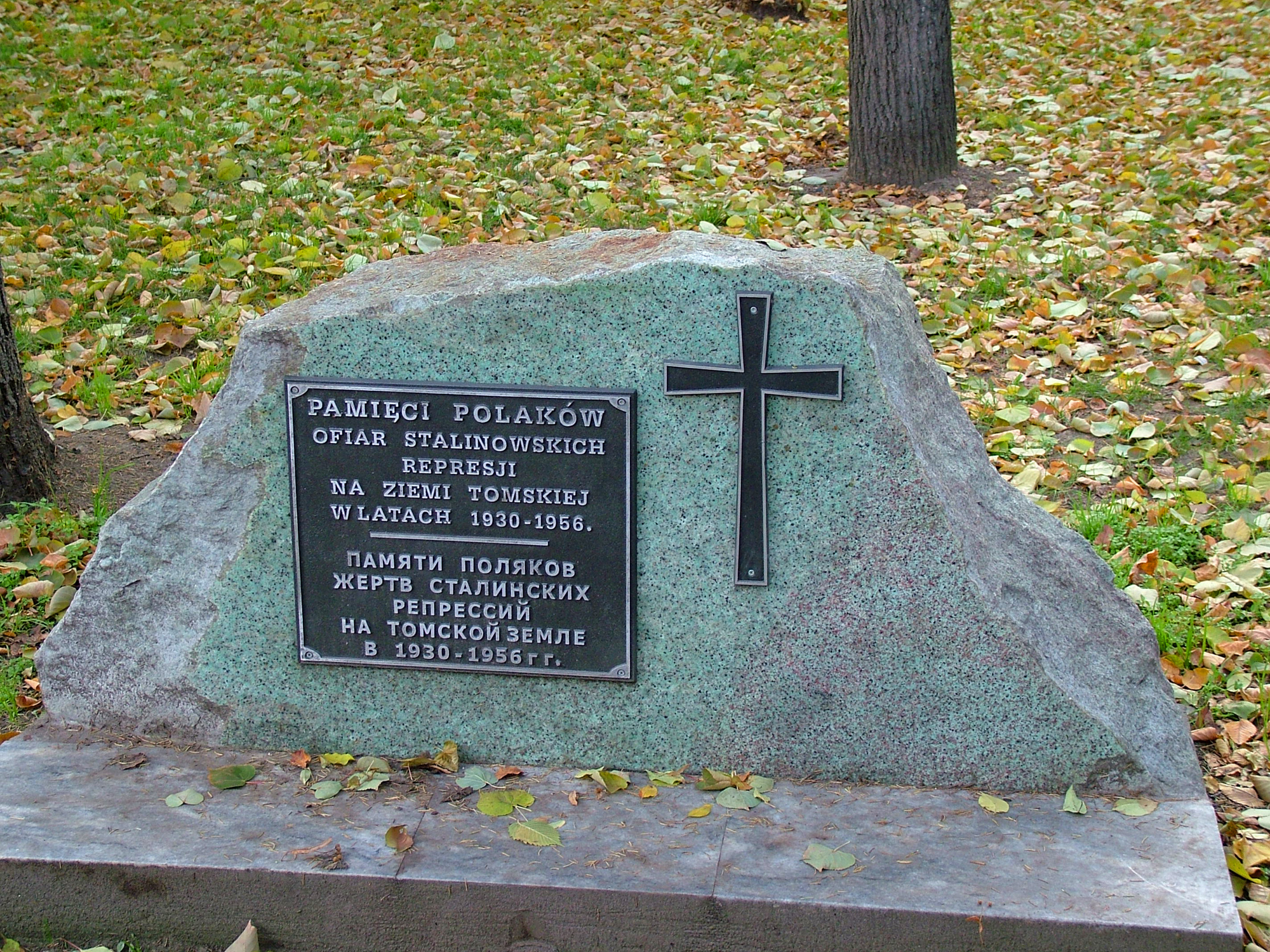
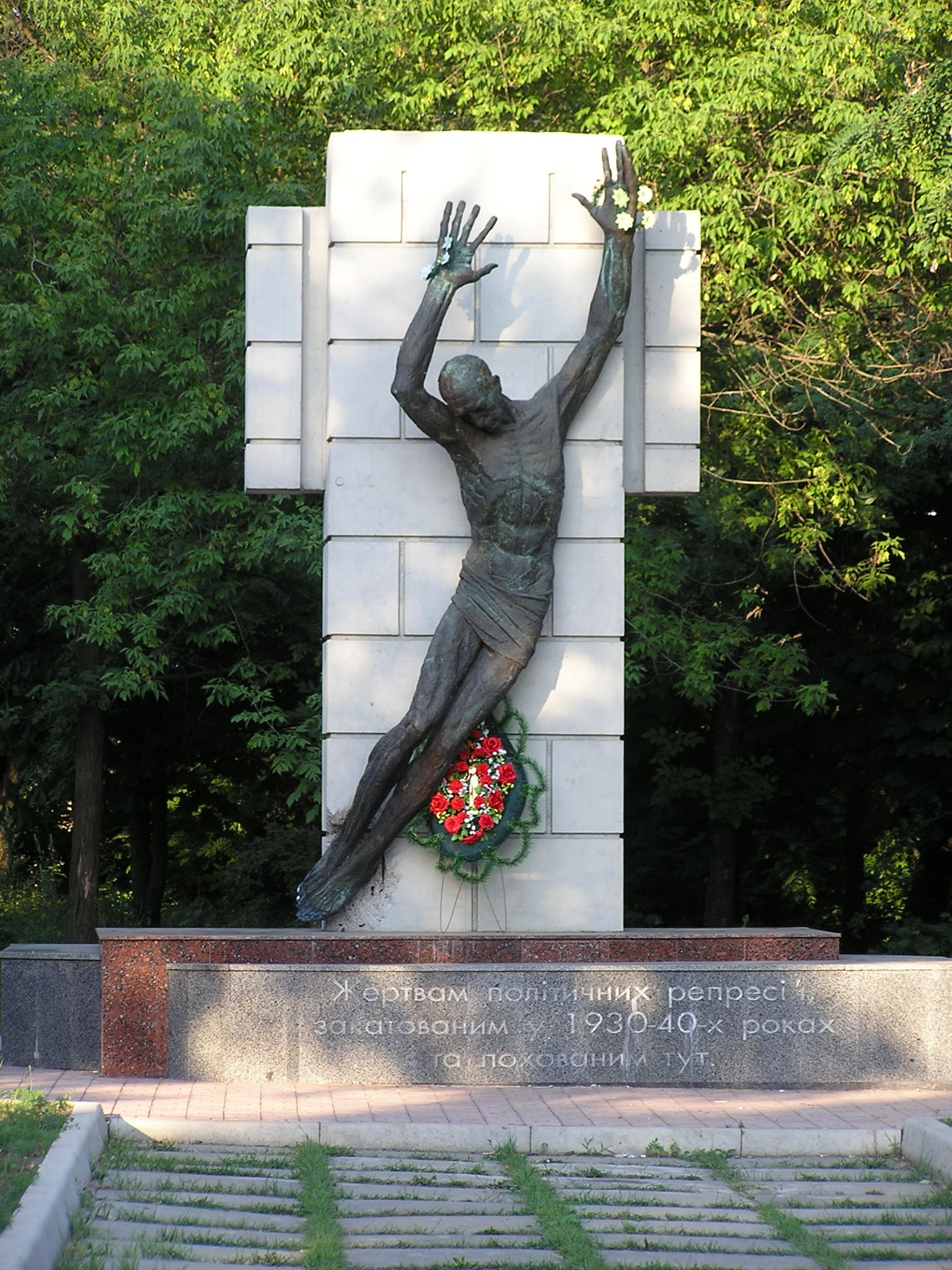
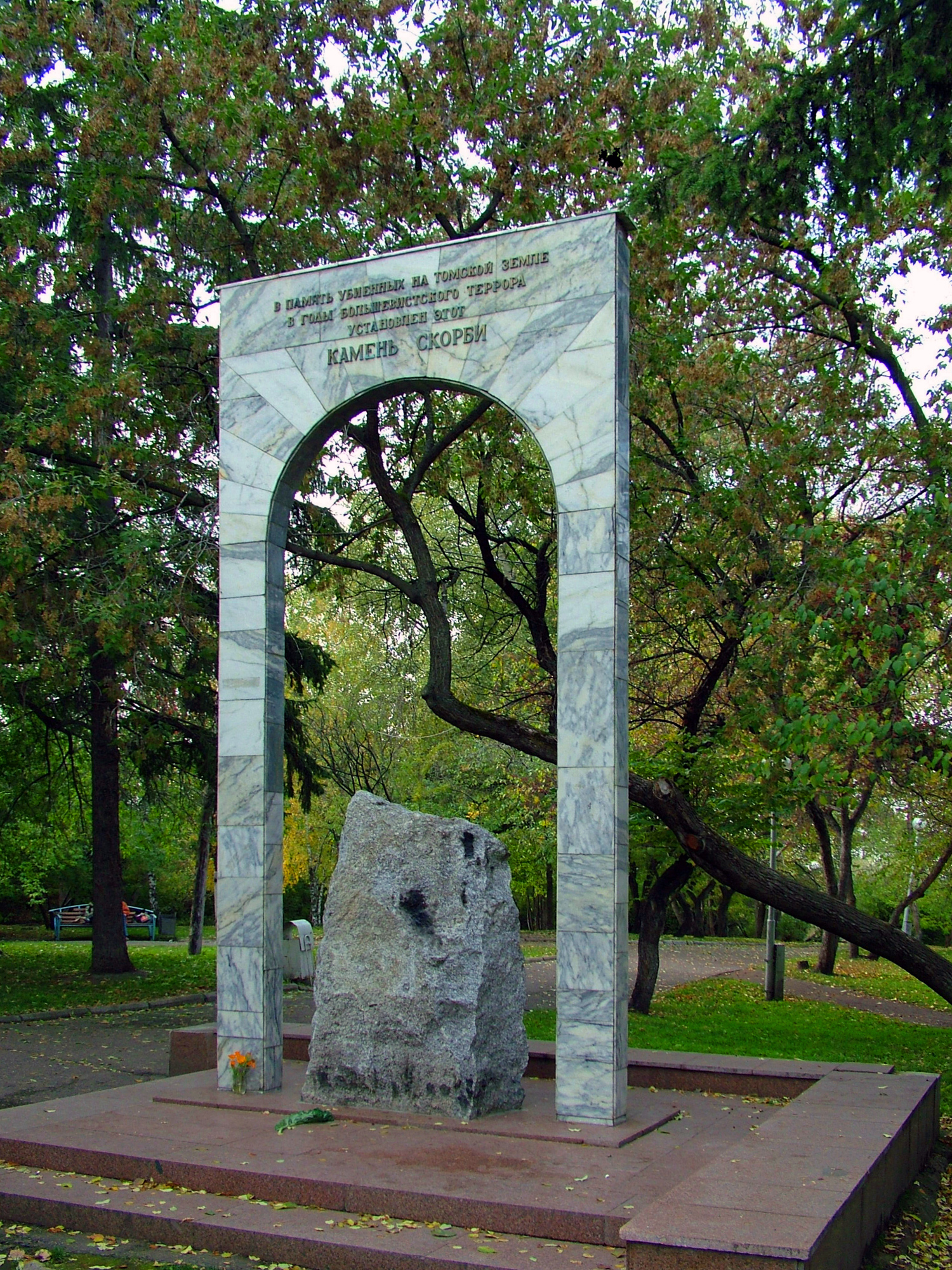